# Nova Serrana
Nova Serrana is een gemeente in de Braziliaanse deelstaat Minas Gerais. De gemeente telt 92.332 inwoners (schatting 2009).

## Aangrenzende gemeenten
De gemeente grenst aan Araújos, Conceição do Pará, Divinópolis, Leandro Ferreira, Perdigão en São Gonçalo do Pará.

## Verkeer en vervoer
De plaats ligt aan de weg BR-262. Oostelijker begint de weg BR-494.